# PwC京都監査法人
PwC京都監査法人（ピーダブリューシーきょうとかんさほうじん、PricewaterhouseCoopers Kyoto）は、かつて存在した日本における準大手監査法人。旧みすず監査法人の京都事務所が独立して設立された。2023年12月1日にPwCあらた有限責任監査法人と合併し、PwC Japan有限責任監査法人となり消滅した。
4大会計事務所（big4）の一つ、プライスウォーターハウスクーパース（PwC） のメンバーファームであり、PwCあらた有限責任監査法人・プライスウォーターハウスクーパース株式会社・PwC税理士法人などとともにPwC Japanグループの一員であった。

## 概要
みすず監査法人解散の際、東京事務所は大部分が新日本監査法人へ、大阪・広島・福岡事務所は監査法人トーマツへ、名古屋事務所はあずさ監査法人へそれぞれ移管された。一方、京都事務所は当初こそあらた監査法人へ幹部が移る見通しであったものの、メインクライアントの一つである京セラの稲盛和夫名誉会長の意向により独立した監査法人を設立することとなった。このように地方事務所が独立した監査法人となった他の例としては、くまもと監査法人を設立した熊本事務所がある。
なお、みすずの京都事務所のルーツは1955年（昭和30年）開設の宮村久治公認会計士事務所であり、京都のクライアントで最も監査継続期間の長い任天堂は当時の個人事務所時代からの付き合いとなっている。会計士監査の組織化の必要性が唱えられると、宮村久治は欧米の監査制度視察団に参加したのち1968年（昭和43年）に監査法人中央会計事務所の創設メンバーとなり、初代代表社員に就任した。すなわち京都事務所はいわばみすずの源流とも言える名門事務所であった。その後宮村は1971年（昭和46年）、銀行からの紹介で京セラの上場監査を引き受けたことを契機に稲盛和夫と知り合い、稲盛は監査契約交渉当時のエピソードを自著「稲盛和夫の実学―経営と会計」に記した上で宮村を「親友」と評し、自身が塾長を務めた盛和塾の顧問に招聘している。
京都監査法人はあらた監査法人同様、当初よりPwCと提携している。あらた監査法人はPwCのメンバーファームであるのに対し、当初の京都監査法人は協力ファーム（Cooperating Firm）として位置付けられていた。つまりPwCからの業務委託の可能性はあるものの、グローバルファームとしての方針や品質管理基準などはPwCとは全く無関係の、いわば独自路線の法人ということである。しかしながら、2013年（平成25年）には正式にPwCのメンバーファームへ加入し、2016年（平成28年）には法人名にPwCを冠するなど、あらた同様PwCの国際色に染まりつつあった。
クライアント数は準大手監査法人で最も少なく限られるものの、業務収入は太陽有限責任監査法人に次ぐ業界第6位の規模である。大手監査法人の系譜から複数の大口クライアントを抱え、業務収入や人員リソースもそれらが大部分を占めている点、及び大手法人以外で唯一4大会計事務所と提携している点から準大手というよりは小さな大手監査法人という状態に近く、他の準大手法人とは一線を画している。うち最大手のKDDIから受け取る報酬は監査・非監査合わせて10億円を超えており、大手4法人以外で10億円超の業務収入のクライアントを擁する法人はここだけである。人員数（公認会計士数）は太陽・東陽・仰星に次ぐ第8位となっている。
- 本部 - 京都市下京区四条通烏丸東入ル 京都三井ビル
- 東京オフィス - 東京都港区芝浦3-1-21 田町ステーションタワーS
- 人員 - 社員37名、職員353名（うち公認会計士99名、試験合格者51名）、計446名（2023年8月31日時点）
- 被監査会社数 - 金商法クライアント75社を含む366社（2023年8月31日時点）

### 主な金商法監査クライアント
有価証券報告書より、最近の監査報酬上位10社を以下に示す。
| 順位 | 会社名                     | 業種       | 2022年度監査報酬 | 前身所属ならびに監査継続期間                                    |
| ---- | -------------------------- | ---------- | ---------------- | --------------------------------------------------------------- |
| 1    | KDDI                       | 情報・通信 | 9億円            | 少なくとも1993年以降（上場以来：中央→みすずより継承）           |
| 2    | ニデック                   | 電気機器   | 5億7,200万円     | 少なくとも1986年以降（上場以来：中央会計事務所→みすずより継承） |
| 3    | 京セラ                     | 電気機器   | 3億8,700万円     | 1970年3月期以降（上場以来：中央会計事務所→みすずより継承）      |
| 4    | ジェイテクト               | 機械       | 2億2,800万円     | 少なくとも1970年以降（中央会計事務所→みすずより継承）           |
| 5    | 任天堂                     | その他製品 | 1億1,700万円     | 少なくとも1962年以降（上場以来：宮村久治事務所→みすずより継承） |
| 6    | トライアルホールディングス | 小売       | 1億300万円       | 2019年6月期以降                                                 |
| 7    | JKホールディングス         | 卸売       | 8,300万円        | 2023年3月期以降（トーマツ→PwC京都）                             |
| 8    | 三櫻工業                   | 輸送用機器 | 6,300万円        | 2021年3月期以降（トーマツ→PwC京都）                             |
| 9    | MTG                        | その他製品 | 6,000万円        | 2020年9月期以降（トーマツ→PwC京都）                             |
| 10   | CLホールディングス         | サービス   | 5,701万円        | 2008年12月期以降（あずさ→京都）                                 |

- 他、主要な会社法単独監査クライアントとして村田機械、JCOM、UQコミュニケーションズなどがある。

### PwCあらた監査法人との経営統合
2023年（令和5年）6月1日、PwC傘下のあらた・京都2法人は統合協議を開始し、合併期日を12月1日に据えたことを公表した。特異な設立経緯がありながらも、メンバーファーム加入や法人名変更を行いつつ両ファームをPwC傘下で対等に併存させてきた点を合併への布石と見る向きはこれまでもあった。
折しも、2021年（令和3年）には国際会計士倫理基準審議会（IESBA）の倫理規定が改訂され、PIE（日本では上場企業を含む公認会計士法上の大会社を指す）について特定クライアントの報酬総額の占める割合が総収入の15%を超える場合、監査人を辞任することが義務付けられることとなった。これを受け日本においても同様の報酬依存度ルール（5年辞任ルール）を盛り込んだ改正倫理規則が2023年（令和5年）4月1日より施行されている。当監査法人は前述の通り最大手のKDDIから監査・非監査合計で約10億円（14%前後）の報酬を受けていたため、業界全体の単価上昇や大手法人からの監査人交代受嘱・新規上場等により売上規模自体も拡大傾向にあるものの、報酬依存度ルールに抵触する可能性があり工数増を監査報酬へ安易に転嫁させられない状態であった。更に同時期において2番手にあたるニデックの違法配当問題も浮上したこともあり、報酬依存度をめぐっての更なるリスク回避が統合を急ぐ背景要因となっているとも考えられる。
2023年10月16日、 PwCあらたと合併契約を締結。PwCあらた有限責任監査法人がPwC京都監査法人を2023年12月1日付で吸収合併し、「PwC Japan有限責任監査法人」（英語名：PricewaterhouseCoopers Japan LLC）に改称する予定。

## 沿革
- 2007年（平成19年）3月19日 - 京都監査法人設立届出。
- 2007年（平成19年）7月1日 - みすず監査法人京都事務所からの業務移管受入。
- 2013年（平成25年）3月15日 - プライスウォーターハウスクーパースのメンバーファームになる。
- 2016年（平成28年）12月1日 - PwC京都監査法人に名称変更。
- 2018年（平成30年）7月2日 - 東京オフィスを東京都港区浜松町の世界貿易センタービルから東京都港区芝浦の田町ステーションタワーSに移転。
- 2023年（令和5年）6月1日 - PwCあらた有限責任監査法人との統合協議を開始。
- 2023年（令和5年）12月1日 - PwCあらた有限責任監査法人と合併し、消滅法人となった。合併後は「PwC Japan有限責任監査法人」へ名称変更し単独提携となる[16]。